# Tour des vents (Vatican)
La tour des vents (en italien : torre dei Venti) ou la tour Grégorienne (en italien : torre Gregoriana) est une tour carrée située au nord de la basilique Saint-Pierre au-dessus de l'aile ouest qui borde la Cour de la Bibliothèque, c'est-à-dire juste au-dessus des Salles Paulines (2e étage) et de la Galerie des Tapisseries (1er étage), dans l'immense parcours des Musées du Vatican. La tour Grégorienne, conçue par l'architecte bolonais Ottaviano Mascherino (à qui est également attribuée la construction du palais apostolique), est construite entre 1578 et 1580 pour promouvoir principalement l'étude scientifique de l'astronomie sur ordre du pape Grégoire XIII, qui a également décrété la réforme historique du calendrier grégorien, promulguée en 1582 et qui est aujourd'hui le calendrier civil universel suivi par l'ensemble de la planète.
L'origine française du nom de la tour est incertaine : elle peut prendre son nom de l'Anémoscope (en) qui y est installé, un instrument qui mesure la direction du vent, conçu par Ignazio Danti, mais aussi être une référence à la tour ou l'observatoire antique situé à Athènes, également appelée la Tour des Vents. Son nom en italien (Torre Gregoriana) est évidemment en hommage au pape Grégoire XIII, l'instaurateur du calendrier grégorien. La tour est également appelée, en italien, Specola Astronomica Vaticana, en français : observatoire astronomique du Vatican. L'édifice actuel a subi quatre étapes progressives de transformation depuis sa création. La tour était, à l'origine, un édifice de grande valeur pour les observations astronomiques, qui se faisaient notamment au moyen de cadrans solaires : ce sont ces observations qui ont fourni au pape la confirmation essentielle de la nécessaire réforme du calendrier julien. Depuis l'installation de l'Observatoire du Vatican au-dessus du palais apostolique de Castel Gandolfo et dans les jardins de celui-ci, la tour Grégorienne, qui comporte des salles dotées de fresques splendides, sert de nos jours au stockage des archives de l'Observatoire. Elle n'est pas ouverte au public et ne fait donc pas partie du circuit des Musées du Vatican.

## Histoire

### Première phase
La première étape de la construction de la tour est attestée par Léon XIII dans son motu proprio Ut mysticam de 1891 et créditée au pape Grégoire XIII, pape de 1572 à 1585. La directive était de construire une tour, à un endroit approprié au Vatican et de l'équiper avec les instruments les plus grands et les meilleurs de l'époque. La conception est réalisée après une série de réunions d'experts désignés pour réformer le calendrier julien, en usage depuis 46 av. J.-C., afin de vérifier leurs réformes proposées. Christophorus Clavius, un jésuite mathématicien du Collège romain, est l'expert du comité qui propose le nouveau système pour les observations. La tour est alors construite au-dessus du musée et de la bibliothèque, à l'extrémité de la cortile del Belvedere et de l'actuelle cour della Pigna. L'instrumentation pour l'observation des rayons du soleil, tombant sur la tour, consiste en une ligne méridienne conçue par Ignazio Danti de Pérouse, qui a pour but, à l'origine, d'identifier correctement l'équinoxe de printemps afin d'établir la date de Pâques. Elle se présente sous la forme d'une plaque circulaire en marbre située dans le centre de la tour, embellie de motifs scientifiques. Lorsque la plaque est touchée par les rayons du soleil, celle-ci indique l'erreur de l'ancien calendrier et l'exactitude de la nécessité de la réforme en cours : en effet, l'oculus percé, permet au rayon de soleil d'être projeté sur le méridien de marbre au sol. À midi, lors de l'équinoxe de printemps, le rayon doit tomber sur une ligne spécifique. Quand cet instrument de mesure est testé pour la première fois, en 1582, l'équinoxe se produit le 11 mars au lieu du 21 mars, ce qui traduit une erreur de calcul. En 1654, la tour devient, provisoirement, la résidence de Christine de Suède, accueillie par le pape Alexandre VII, à la suite de son abdication et de sa conversion au catholicisme.

### Seconde phase
La seconde étape de la construction de la tour se déroule durant les XVIIe siècle et XVIIIe siècle. La tour est alors sous la responsabilité du bibliothécaire du Vatican, Filippo Luigi Gilii, un ecclésiastique de la basilique Saint-Pierre. Plus tôt en 1797, Pie VI donne son approbation pour placer une inscription latine, Specula Vaticana, à l'entrée de la partie supérieure de la tour, qui a été créée par le cardinal Zelada afin d'améliorer le système d'instrumentation de la tour de l'observatoire astronomique. L'observatoire original est alors implanté au-dessus du deuxième étage de la tour, avec l'accord du pape Pie VI. Son instrumentation, en dehors des nombreux dispositifs normaux (tels que le matériel météorologique et magnétique, un sismographe, un petit passage pour le transit astronomique et une horloge à pendule) est complété d'un télescope Dolland. L'instrumentation facilite ainsi l'enregistrement des événements d'éclipse, l'apparition de comètes, les satellites naturels de Jupiter et le transit de Mercure. En complément, sous le patronage du pape Pie X, sont ajoutées quatre coupoles rotatives d'observation, à des endroits stratégiques sur les 400 m des murs de fortification, âgés de plus de mille ans.
Filippo Gilii, très respecté car polyglotte avec des connaissances en physique, biologie, archéologie et en langue hébraïque, est responsable de l'observatoire de 1800 à 1821. Il effectue des observations météorologiques en continu (deux fois par jour à 6 heures et 14 heures) conformes au programme du centre météorologique de Mannheim. Alors que les sept années d'enregistrements d'observations sont publiées, les données des mesures sont conservées, sous la forme d'un manuscrit, par la bibliothèque du Vatican,. Au décès de Filippo Gilii en 1821, l'activité de l'observatoire de la tour est interrompue et les instruments sont déplacés à l'observatoire du collège romain. Créé en 1787, celui-ci est jugé plus approprié pour faire des observations qu'au Vatican.

### Troisième phase
Le renouveau de l'observatoire de la tour des vent est initié par le barnabite Francesco Denza avec l'approbation du pape Léon XIII. Des équipements de haute qualité sont achetés, en partie grâce aux dons généreux de Hicks de Londres tandis que les instruments d'enregistrement automatique sont obtenus grâce à Richard de Paris. Un appareil de mesure équatoriale de quatre pouces, un instrument de mesure de transit de trois pouces ainsi que quatre pendules avec deux chronomètres, sont également fournis par l'observatoire de Modène. En 1888, le don d'un long télescope de 16 pouces (40,6 cm), pour le pape Léon XIII, vient compléter l'observatoire,. Le père Denza rejoint l'observatoire en 1890 après que celui-ci fut équipé d'instruments plus modernes. La même année, une deuxième tour est rénovée à 400 m de la tour des vents : il s'agit de la tour Léonine, construite en 848, par Léon IV. Cette tour est attenante à la résidence d'été de Léon XIII et donne sur les jardins du Vatican derrière la basilique. La tour a un diamètre de 17 m avec une épaisseur de murs inférieurs de 4,5 m, ce qui permet de supporter la charge d'une lunette photographique de 13 pouces (33 cm), nouvellement acquise à Paris. Le père Rodriguez est le météorologue expert qui occupe le poste de directeur de 1898 à 1905. En 1891, le pape Léon XIII, portant promulgation du motu proprio « Ut mysticam », désigne la deuxième tour, comme étant le siège de l'Observatoire du Vatican, une décision qui nécessite la modification de la toiture afin de fournir une terrasse plate pour les observations astronomiques.

### Quatrième phase
La quatrième étape consiste à remédier au problème de la communication entre les deux tours à l'époque de Pie X. L'objectif est de faire de la tour des vents une tour historique et d'enregistrer et réaliser des observations dans la deuxième tour, en reliant ces deux tours, le long du mur d'enceinte, par un pont de fer de 83 m enjambant le fossé. À l'extrémité ouest de ce pont, un système de coordonnées équatoriales, de quatre pouces, est installé sur le bastion semi-circulaire. À l'autre extrémité, est, du pont, au-dessus de la caserne des gendarmes, se trouve un héliographe, relié à un appareil photo, utilisé pour photographier le Soleil (photo-héliographe). Un nouveau télescope visuel de 16 pouces, appelé Torre Pio X, est érigé dans la deuxième tour. À la suite de ces modifications, la bibliothèque d'origine de la tour est déplacée à l'académie pontificale des sciences tandis que les anciens instruments météorologiques et sismiques sont déplacés à l'observatoire Valle di Pompei. La nouvelle bibliothèque astronomique est installée dans deux salles du bâtiment. Les deux nouveaux appareils Repsold, situés dans un couvent voisin, sont utilisés pour l'enregistrement sur des plaques  astrophotographiques. Les observations enregistrées sont publiées avec des notes explicatives et font l'objet de deux séries d'atlas des étoiles. Les dossiers sont imprimés sur du papier au bromure d'argent et ont été présentés au congrès astrographique de Paris en 1909.

## Caractéristiques
La tour de 73 m s'élève sur deux étages et une mezzanine. Au premier étage, se trouve la fameuse chambre du cadran solaire ou la chambre du méridien, qui était initialement une  loggia ouverte. Le pape Urbain VIII la fait fermer puis décorer par de grandes fresques peintes entre 1580 et 1582 par Simon Lagi et les deux artistes flamands Paul Matthijs (en) et Matthijs Bril. Aujourd'hui, la tour présente des peintures de Niccolò Pomarancio et Matteino da Siena (en),. La chambre du cadran solaire était autrefois la résidence de la reine Christine de Suède, alors nouvellement convertie au catholicisme. Dans cette chambre est percé en hauteur, dans le mur sud, un Oculus de 14 mm se trouvant à 5,2 m de hauteur sur une fresque appelée le Vent du Sud qui projette le rayon solaire sur la plaque de marbre faisant office de cadran solaire. Par ailleurs, il y est installé un anémoscope délicat mais sophistiqué fixé au plafond de la chambre de la Méridienne. Ceux-ci ont été créés par Ignazio Danti, le cosmographe du pape, en raison de la réforme du calendrier Grégorien. Le cadran solaire est composé d'une ligne droite en marbre blanc courant sur le sol du nord au sud afin de mesurer la hauteur du soleil à midi selon les saisons de l'année,. Les observations faites à l'aide du cadran solaire ont permis de confirmer la nécessité de réformer le calendrier julien,. L'anémoscope, en revanche, est un mécanisme complexe fixé au plafond utilisé pour mesurer la force et la direction du vent, mais qui a rapidement cessé de fonctionner. Il n'est pas certain que ce soit cet instrument qui ait inspiré le nom de la tour ou l'observatoire antique à Athènes, également appelée la Tour des Vents,.